# Bo Halldoff
Bo Erhard Harry Halldoff, född 12 mars 1921 i Kungsholms församling i Stockholm, död 10 juni 2000 i Stockholm, var en svensk skådespelare, scenograf, regiassistent och inspelningsledare.
Halldoff är gravsatt i minneslunden på Katarina kyrkogård i Stockholm.

## Filmografi

### Roller
- 1965 – Håltimma
- 1967 – Ola & Julia
- 1968 – Rätt man (TV-teater)
- 1968 – Korridoren
- 1969 – En dröm om frihet
- 1969 – Porträtt av en stad
- 1970 – Rötmånad
- 1971 – Va' har dom för sej i banken? (kortfilm)
- 1972 – De hemligas ö (TV-serie)
- 1972 – Firmafesten
- 1972 – Kärlek - så gör vi. Brev till Inge och Sten
- 1973 – Stenansiktet
- 1973 – Bröllopet
- 1973 – Luftburen
- 1974 – Porr i skandalskolan
- 1976 – Polare
- 1977 – Jack
- 1979 – Tillsammans
- 1980 – Lämna mig inte ensam
- 1981 – En familj bland andra (kortfilm)

### Regiassistent
- 1972 – Firmafesten
- 1973 – Stenansiktet

### Rådgivare
- 1969 – En dröm om frihet

### Inspelningsledare
- 1965 – Salta gubbar och sextanter
- 1973 – Bröllopet

### Fotnoter
1. 1 2 3   Sveriges dödbok 1901–2009 (Version 5.0). Solna: Sveriges släktforskarförbund. 2010. Libris 11931231
2. ↑  ”Bo Halldoff”. Svensk Filmdatabas. http://www.sfi.se/sv/svensk-filmdatabas/Item/?type=PERSON&itemid=67081. Läst 2 juli 2012.
3. ↑  FinnGraven